# Jonathan Bottinelli
Jonathan Bottinelli, né le 14 septembre 1984 à Buenos Aires, est un footballeur argentin évoluant au club argentin de River Plate. Il est le grand frère de Darío Bottinelli.

## Biographie

### En sélection
Le 18 avril 2007, il honore sa première sélection avec l'équipe d'Argentine pour affronter le Chili à l'Estadio Malvinas Argentinas de Mendoza (0-0).

## Statistiques détaillées
| Saison                | Club                  | Championnat           | Championnat | Championnat | Coupe(s) nationale(s) | Coupe(s) nationale(s) | Compétition(s) continentale(s) | Compétition(s) continentale(s) | Compétition(s) continentale(s) | Argentine | Argentine | Total | Total |
| Saison                | Club                  | Division              | M.          | B.          | M.                    | B.                    | Comp.                          | M.                             | B.                             | M.        | B.        | M.    | B.    |
| 2002 - 2003           | San Lorenzo           | 1                     | 7           | 0           | -                     | -                     | -                              | -                              | -                              | -         | -         | 7     | 0     |
| 2003 - 2004           | San Lorenzo           | 1                     | 5           | 0           | -                     | -                     | -                              | -                              | -                              | -         | -         | 5     | 0     |
| 2004 - 2005           | San Lorenzo           | 1                     | 15          | 1           | -                     | -                     | -                              | -                              | -                              | -         | -         | 15    | 1     |
| 2005 - 2006           | San Lorenzo           | 1                     | 35          | 3           | -                     | -                     | -                              | -                              | -                              | -         | -         | 35    | 3     |
| 2006 - 2007           | San Lorenzo           | 1                     | 30          | 4           | -                     | -                     | -                              | -                              | -                              | 1         | 0         | 31    | 4     |
| 2007 - 2008           | San Lorenzo           | 1                     | 32          | 2           | -                     | -                     | CL                             | 5                              | 0                              | -         | -         | 37    | 2     |
| 2008 - 2009           | Sampdoria             | 1                     | 8           | 0           | -                     | -                     | C3                             | 5                              | 1                              | -         | -         | 13    | 1     |
| 2008 - 2009           | San Lorenzo           | 1                     | 16          | 1           | -                     | -                     | CL                             | 5                              | 0                              | -         | -         | 21    | 1     |
| 2009 - 2010           | San Lorenzo           | 1                     | 28          | 0           | -                     | -                     | CS                             | 5                              | 0                              | -         | -         | 33    | 0     |
| 2010 - 2011           | San Lorenzo           | 1                     | 36          | 3           | -                     | -                     | -                              | -                              | -                              | 2         | 0         | 38    | 3     |
| 2011 - 2012           | San Lorenzo           | 1                     | 31          | 0           | -                     | -                     | -                              | -                              | -                              | -         | -         | 31    | 0     |
| 2012 - 2013           | River Plate           | 1                     | -           | -           | -                     | -                     | -                              | -                              | -                              | -         | -         | 0     | 0     |
| Total sur la carrière | Total sur la carrière | Total sur la carrière | 215         | 14          | -                     | -                     | -                              | 20                             | 1                              | 3         | 0         | 238   | 15    |

## Palmarès
- Avec San Lorenzo :
  - Champion d'Argentine (Clausura) en 2007.